# راؤول غارسيا (لاعب كرة قدم)
راؤول غارسيا (بالإسبانية: Raúl García de Haro) هو لاعب كرة قدم إسباني، ولد في 3 نوفمبر 2000 في أولسيا دي مونتسيرات في إسبانيا. لعب مع ريال بيتيس.

## وصلات خارجية
- راؤول غارسيا (لاعب كرة قدم) على موقع الاتحاد الأوربي (الإنجليزية)
- راؤول غارسيا (لاعب كرة قدم) على موقع قاعدة بيانات كرة القدم.إي يو (الإنجليزية)
- راؤول غارسيا (لاعب كرة قدم) على موقع Soccerway.com (الإنجليزية)